# Hermann Ley (Philosophiehistoriker)

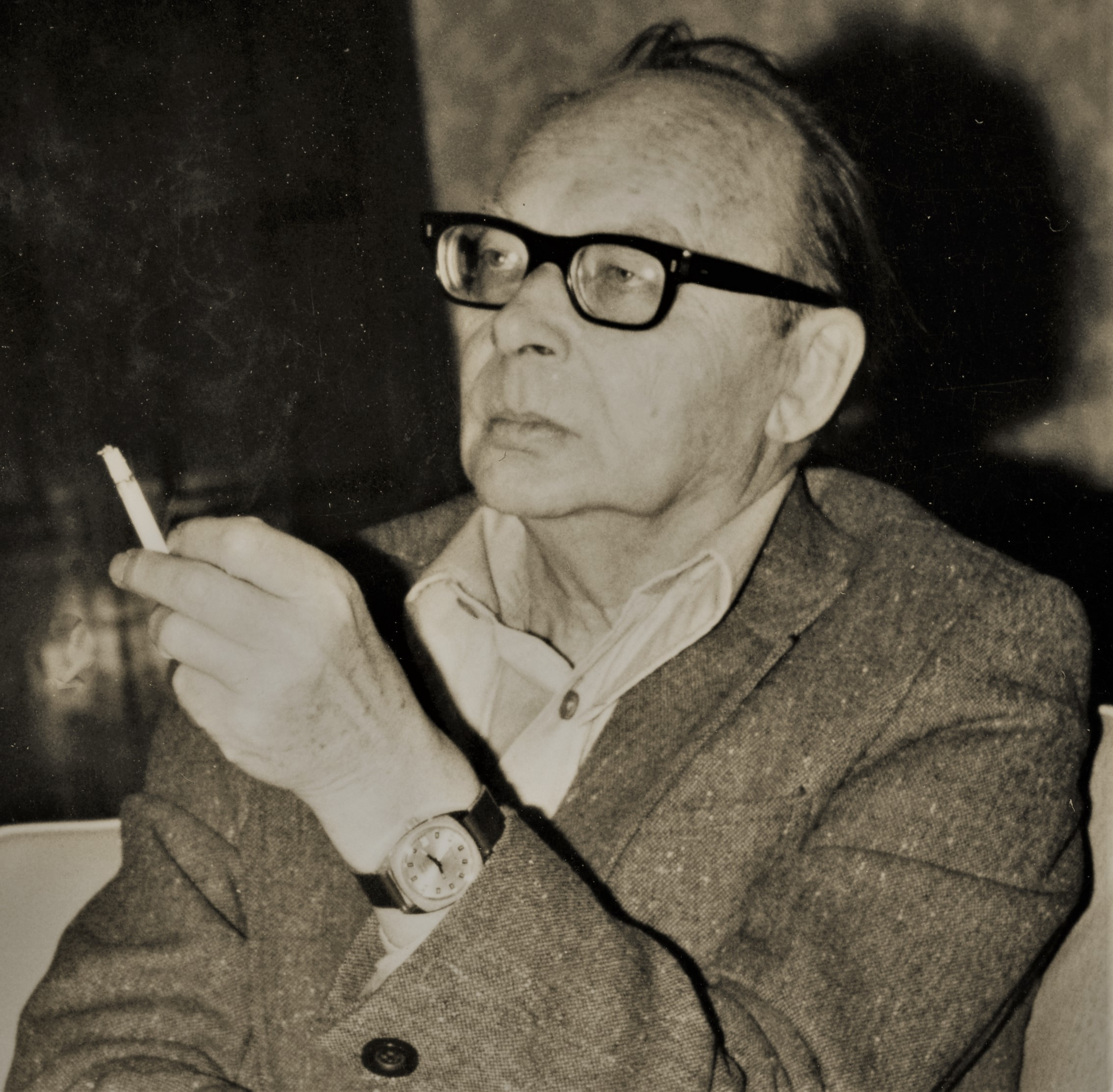
Hermann Ley

Hermann Ley (* 30. November 1911 in Leipzig; † 24. November 1990 in Dresden) war ein deutscher Philosophiehistoriker (Aufklärung, Atheismus) und als Wissenschaftsphilosoph zugleich Begründer der Forschungseinrichtung „Philosophische Probleme der Naturwissenschaften“ an der Humboldt-Universität zu Berlin.

## Leben
Hermann Huber Ley – Sohn eines Zahnarztes – wurde mit sechzehn Jahren Mitglied der Jungsozialisten und danach Mitglied der SPD. 1930 folgte ein Parteiausschluss wegen Solidaritätsbekundungen zur Sowjetunion. Daher trat er der KPD als Mitglied bei, der er bis zu deren Verbot im Jahre 1933 offiziell angehörte. Sein Abitur legte er 1930 am Gymnasium der „Helmholtzschule“ in Leipzig-Lindenau ab, zur damaligen Zeit eine der am besten ausgestatteten Schulen für den naturwissenschaftlichen Unterricht.
Ley studierte ab 1930 Zahnmedizin und Naturwissenschaften an der Universität Leipzig, leitete hier die Kommunistische Studentenfraktion (KoStuFra) und war im Widerstand gegen den Nationalsozialismus tätig. Das Studium musste er nach drei Jahren unterbrechen, sodass er sein Staatsexamen erst 1942 ablegen konnte. Seinen Beruf als Zahnarzt übte er jedoch nur sehr begrenzt aus, da er starke Augenprobleme hatte. Während des Zweiten Weltkrieges wurde er als Sanitätsoffizier verpflichtet (gegen Kriegsende degradiert). In dieser Zeit erarbeitete er seine Doktorarbeit zu einem statistischen Thema, 1943 wurde er an der medizinischen Fakultät der Universität Leipzig zum Dr. med. dent. promoviert. Im Jahre 1944 begann er schließlich, Philosophie zu studieren, um sich eine für ihn gesundheitlich tragfähige Berufsbasis zu schaffen. Ley war während der Zeit des Nationalsozialismus mehrmals inhaftiert und insgesamt fast 3 Jahre in Haft, zuletzt 45 Monate lang verurteilt, 1945 entfloh er in Leipzig der Polizeihaft. Er war Mitglied im Nationalkomitee Freies Deutschland (NKFD) in Leipzig.
Nach Kriegsende arbeitete Ley als Leiter der Kulturabteilung der KPD bzw. SED in Leipzig, war Presse- und Rundfunkredakteur des Sekretariats Leipzig, ab 1947 dann stellvertretender Chefredakteur der Leipziger Zeitung. In Fortsetzung seines 1944 begonnenen Philosophie-Studiums hatte er sich durch intensives Selbststudium in der Philosophie und den Geisteswissenschaften ein fundiertes Wissen angeeignet. 1948 habilitierte er sich daher an der Universität Leipzig in Philosophie zum Thema „Einige Grundfragen marxistischer Erkenntnistheorie“. Am 1. Dezember 1948 wurde er als Nachfolger des bürgerlichen Pädagogen und in der NS-Zeit gemaßregelten Universitätsrektors Theodor Litt zum Professor mit vollem Lehrauftrag für Theoretische Pädagogik an der Pädagogischen Fakultät der Universität Leipzig berufen.
Seit 1949 war er zugleich Lehrbeauftragter an der TH Dresden, von 1950 bis 1954 dort Professor mit vollem Lehrauftrag für dialektischen und historischen Materialismus. Seit 1954 wirkte er an der TH Dresden als Professor mit Lehrstuhl für Gesellschaftswissenschaften und ab 1955 als Direktor des Instituts für Geschichtswissenschaft sowie gleichzeitig als Prorektor für Gesellschaftswissenschaften.
Ley lehrte in Dresden aktiv bis 1956 und wechselte dann nach Berlin und wurde in der Nachfolge von Kurt Heiß Vorsitzender des Staatlichen Rundfunkkomitees bis zum Jahre 1962. Gleichzeitig übernahm er ab 1959 die Leitung des von ihm gegründeten Lehrstuhls für „Philosophische Probleme der modernen Naturwissenschaften“ an der Humboldt-Universität zu Berlin. Er war von 1962 bis zur Hochschulreform 1968 auch Direktor des Philosophischen Instituts, seit 1969 Leiter des Bereiches Philosophische Fragen der Naturwissenschaften. Hier lehrte und forschte er bis zu seiner Emeritierung 1977, danach lebte er in Dresden und arbeitete an weiteren Bänden seines umfassenden Buchprojektes zur Geschichte der Aufklärung und des Atheismus, von dem bisher 5 Doppelbände erschienen sind. Für den Doppelband 6 stellte er bereits 1990 die Manuskripte fertig, die bislang jedoch auf einen Verlag für die Veröffentlichung warten.
Nach Leys Emeritierung 1977 übernahm Karl-Friedrich Wessel den Bereich, aus dem im Mai 1990 das „Interdisziplinäre Institut für Wissenschaftsphilosophie und Humanontogenetik“ hervorging. Ein halbes Jahr später starb Ley in Dresden.
Ley hat den Aufbau des neuen Forschungsgebietes „Philosophische Probleme der Naturwissenschaften“ in der DDR maßgeblich vorangetrieben, insbesondere anfangs gestützt auf seine jungen Mitarbeiter Dieter Müller, Rolf Löther und Herbert Hörz, der langjährig als sein Stellvertreter wirkte und Schüler von Georg Klaus war. Ley war auch Initiator der sehr bekannt gewordenen „Mittwochs-Kolloquien“ an seinem Lehrstuhl, die von ihm und Hörz, bis zu dessen Übergang an die Akademie der Wissenschaften 1972, geleitet wurden. Die vom Lehrstuhl veranstalteten interdisziplinären Konferenzen und vor allem die „Kühlungsborner Tagungen“ zu philosophischen Problemen der Natur-, Technik- und mathematischen Wissenschaften förderten den fruchtbaren Dialog zwischen Philosophie und Spezialwissenschaften.
Er hat selbst sehr viele Vorträge gehalten und weilte zu zahlreichen Gastvorlesungen an Universitäten und Hochschulen in der Bundesrepublik und im Ausland. Hierbei kamen ihm seine umfangreichen Sprachkenntnisse zugute; er sprach auch fließend Französisch und schätzte den Existenzialisten Jean-Paul Sartre, der ihm seinerseits ein Buch mit freundlicher Widmung übersandte. Ley war ein überzeugter Marxist, wenngleich keiner, der sich „von oben“ vorschreiben ließ, was darunter zu verstehen sei. Sein Lehrstuhl erlangte breite Anerkennung, insbesondere unter den Einzelwissenschaftlern eines breiten Spektrums.
Ley war Mitglied des Redaktionskollegiums der Zeitschrift „Die Technik“ sowie der „Deutschen Zeitschrift für Philosophie“, seit 1955 deren Mitherausgeber. Seine Hauptarbeitsgebiete waren die Geschichte der Aufklärung und des Atheismus sowie philosophische Probleme der Naturwissenschaften, der Medizin, der Technikwissenschaften einschließlich Heuristik, Kybernetik, Operationsforschung. Er kritisierte insbesondere auch den westlichen Technikpessimismus. Ley war Mitglied des Präsidiums der Urania und der Leitung des Kulturbundes in Berlin.
Aus seinem akademischen Umfeld sind namhafte Professoren hervorgegangen: Herbert Hörz, Klaus Fuchs-Kittowski, Helmut Felke, Gerhard Poppei, Hubert Laitko, Siegfried Wollgast, Werner Kriesel, Gerhard Banse, Wolfgang Eichhorn, Rolf Löther, Anneliese Griese, Frank Richter, Martin Guntau, Werner Plesse, Heinrich Parthey, Helge Wendt, Karl-Friedrich Wessel.

## Werk
Bekannt geworden ist Ley mit seinen Arbeiten zur Geschichte der Aufklärung und des Atheismus, weiterhin auch zur interkulturellen, insbesondere arabischen Philosophie. Schon seine erste Monographie behandelt Avicenna. 1964 schrieb Tayyib Tīzīnī bei ihm eine Magisterarbeit über den Materiebegriff, dann 1968 eine Dissertation über den „Begriff des arabischen Erbes“. Einige seiner Forschungsthesen gelten heute als widerlegt, etwa im Bereich mittelalterlicher Philosophie etliche seiner Thesen zu Meister Eckhart.
Sein Lehrstuhl erlangte bald nationale und internationale Anerkennung auf dem Gebiet Wissenschaftsphilosophie. Mit der vor allem durch den wissenschaftlichen Nachwuchs erbrachten Forschungsleistung erfüllte er die Aufgabe, Lehrkräfte zu entwickeln, die zur qualitativen Verbesserung der philosophischen Lehre in der spezialwissenschaftlichen Ausbildung beitragen konnten. Studierende aller Fachrichtungen absolvierten in der DDR eine Philosophieausbildung im Sinne eines studium generale, das oft noch dogmatisch und wenig fachbezogen war, was berechtigt scharf kritisiert wurde. Dem sollte mit kompetenten Forschenden und Lehrenden abgeholfen werden.
Nicht zufällig fanden über 300 Physiker, Chemiker, Biologen, Ingenieure, Pädagogen und andere Einzelwissenschaftler den Weg an die Humboldt-Universität nach Berlin, um bei Hermann Ley am Lehrstuhl „Philosophische Probleme der modernen Naturwissenschaften“ ihren Doktortitel zu erwerben. Denn es hatte sich in Rostock ebenso herumgesprochen wie in Ilmenau, Magdeburg, Leipzig oder Dresden: im „Ley-Haus“ herrschte eine offene Atmosphäre. Hier standen viele bürgerliche Naturforscher und Philosophen nicht vordergründig im Fokus der ideologischen Kritik, sondern wurden als Quellen nichtmarxistischen Denkens wahr- und ernst genommen. Dafür musste man deren Werke natürlich gelesen haben. Auch hier half Ley bereitwillig, dass jeder interessierte Doktorand die von ihm benötigten Bücher erhalten konnte, auch gesperrte Titel in der Bibliothek oder hochaktuelle Kongressbände und Bücher, wie Ley diese von seinen Reisen mitbrachte. Außerdem hatte das Institut ein Kontingent an Valutamitteln, um Zeitschriften und Bücher aus dem westlichen Ausland anzuschaffen. Ein reger Bücheraustausch fand ebenfalls statt. Am Lehrstuhl traten auch viele ausländische Kollegen auf, darunter auch Paul Feyerabend u. a.
Ley hat an seinem Lehrstuhl eine einflussreiche Tradition selbstkritischen Philosophierens etabliert. So erteilte er eine deutliche Absage an die pseudowissenschaftlichen Theorien des sowjetischen Agronomen Trofim D. Lyssenko, denen Ley 1948 noch selbst gehuldigt hatte. Seine Bereitschaft, Irrtümer einzugestehen und ideologischen Unsinn auch als solchen zu bezeichnen, brachte ihm die Sympathien zahlreicher Naturforscher ein. Darunter waren der Astrophysiker Hans-Jürgen Treder ebenso wie der Verhaltensbiologe Günter Tembrock, der österreichisch-amerikanisch-deutsche Arzt und Biochemiker Samuel Mitja Rapoport und der Theoretische Physiker Werner Ebeling.
Im Mittelpunkt der von Ley und Hörz (bis 1972) geleiteten Forschungsarbeit stand die heuristische Funktion der Philosophie. Vor allem die in der Physik problematisierte Auffassung zum Determinismus und die Entwicklungsproblematik in der Biologie wurden umfangreich mit kompetenten Spezialwissenschaftlern diskutiert. Es entstanden hierzu auch international beachtete Monografien. Nach 1972 erfolgte unter aktiver Mitwirkung von Ley, abgestimmt über den Problemrat „Philosophie-Wissenschaften“ als dem zentralen Koordinierungsgremium für die Forschung auf diesem Gebiet, dem Ley ebenfalls angehörte, die konstruktive Zusammenarbeit zwischen dem Forschungsbereich „Philosophische Probleme der Naturwissenschaften“ an der Humboldt-Universität (Leiter: Ley) und dem Bereich „Philosophische Fragen der Wissenschaftentwicklung“ an der Akademie der Wissenschaften (Leiter: Hörz).

## Ehrungen
- 1959 Vaterländischer Verdienstorden in Silber
- 1960 Nationalpreis III. Klasse für Wissenschaft und Technik
- 1971 Orden Banner der Arbeit
- 1974 Karl-Marx-Orden
- 1976 Ehrendoktor der Technischen Universität Dresden.

## Schriften (Auswahl)
- Avicenna – Wissenschaft und Technik verständlich dargestellt. Aufbau-Verlag, Berlin 1953.
- mit Arthur Weichold (Red.): 125 Jahre Technische Hochschule Dresden – Festschrift (1828–1953). Deutscher Verlag der Wissenschaften, Berlin 1953.
- Studie zur Geschichte des Materialismus im Mittelalter. Deutscher Verlag der Wissenschaften, Berlin 1957.
- Friedrich Engels' philosophische Leistung und ihre Bedeutung für die Auseinandersetzung mit der bürgerlichen Naturphilosophie (Referat u. Schlusswort). Dietz Verlag, Berlin 1957.
- Dämon Technik? Deutscher Verlag der Wissenschaften, Berlin 1961.
- mit Herbert Hörz und Rolf Löther (Hrsg.): Quo vadis, Universum? Zum Problem der Entwicklung in Naturwissenschaft und Philosophie. Dietz Verlag, Berlin 1965.
- mit Rolf Löther (Hrsg.): Mikrokosmos, Makrokosmos – Philosophisch-theoretische Probleme der Naturwissenschaft, Technik und Medizin. Akademie-Verlag, Berlin 1966 (Band 1), 1967 (Band 2).
- Geschichte der Aufklärung und des Atheismus, Band 1. Deutscher Verlag der Wissenschaften, Berlin 1966.
- mit Günter Hauck und Peter Marnitz (Red.): Operationsforschung – Technik, Praxis, Philosophie. Wissenschaftliche Schriftenreihe der Humboldt-Universität, Institut für Philosophie, Berlin 1968.
- Technik und Weltanschauung – Einige philosophische Konsequenzen der wissenschaftlich-technischen Revolution. Reihe Wissenschaft und Weltbild, Hrsg. Hermann Ley. Urania-Verlag, Leipzig; Jena; Berlin 1969, 2. Auflage. 1971. Verlag Hubert Freistühler, Schwerte/Ruhr 1971.
- Geschichte der Aufklärung und des Atheismus. Band 2.1, Deutscher Verlag der Wissenschaften, Berlin 1970.
- Geschichte der Aufklärung und des Atheismus. Band 2.2, Deutscher Verlag der Wissenschaften, Berlin 1971.
- mit Thomas Müller: Kritische Vernunft und Revolution – Zur Kontroverse zwischen Hans Albert und Jürgen Habermas. Pahl-Rugenstein, Köln 1971.
- mit Matthäus Klein (Hrsg.): Friedrich Engels und moderne Probleme der Philosophie des Marxismus – Eine Gemeinschaftsarbeit deutscher und sowjetischer Philosophen. Akademie-Verlag, Berlin 1971.
- als Hrsg.: Zum Hegelverständnis unserer Zeit – Beiträge marxistisch-leninistischer Hegelforschung. Deutscher Verlag der Wissenschaften, Berlin 1972.
- als Hrsg.: Kybernetik und Weltanschauung, von Peter Gudermuth und Werner Kriesel. Reihe Wissenschaft und Weltbild. Verlag Hubert Freistühler, Schwerte/Ruhr 1972. Urania-Verlag, Leipzig, Jena, Berlin 1973. Tschechische Übersetzung, Verlag Horizont, Praha 1976.
- mit Karl-Friedrich Wessel (Hrsg.): Weltanschaulich-philosophische Bildung und Erziehung im mathematischen und naturwissenschaftlichen Unterricht. Volk und Wissen, Berlin 1972, 2. Auflage. 1974.
- Über die Schwierigkeiten des Einzelwissenschaftlers – des Biologen Jacques Monod Kritik am historischen Materialismus und der Zwang zur Philosophie in den Naturwissenschaften. Akademie-Verlag, Berlin 1973 (auch: Verlag Marxistische Blätter, Frankfurt am Main 1973).
- (Hrsg.): Zum Kantverständnis unserer Zeit – Beitrag zur marxistisch-leninistischen Kantforschung. Deutscher Verlag der Wissenschaften, Berlin 1975.
- mit Richter und Spickermann: Dialektik, Gesetz, Kosmos – zur Aktualität von Friedrich Engels' "Dialektik der Natur". Deutscher Verlag der Wissenschaften, Berlin 1976.
- Geschichte der Aufklärung und des Atheismus. Band 3.1, Deutscher Verlag der Wissenschaften, Berlin 1978.
- Atheismus, Materialismus, Politik. Deutscher Verlag der Wissenschaften, Berlin 1978.
- Geschichte der Aufklärung und des Atheismus. Band 3.2, Deutscher Verlag der Wissenschaften, Berlin 1980.
- Vom Bewusstsein zum Sein – Vergleich der Geschichtsphilosophie von Hegel und Marx. Akademie-Verlag, Berlin 1982.
- Zur heuristischen Funktion der „Dialektik der Natur“ in der Biologie. In: Manfred Buhr, Herbert Hörz (Hrsg.): Naturdialektik – Naturwissenschaft. Das Erbe der Engelsschen „Dialektik der Natur“. Akademie-Verlag, Berlin 1986, S. 190–207 (auch: Verlag Marxistische Blätter, Frankfurt am Main 1986).
- Geschichte der Aufklärung und des Atheismus. Deutscher Verlag der Wissenschaften, Berlin 1982 (Band 4.1), 1984 (Band 4.2), 1986 (Band 5.1), 1989 (Band 5.2).